# Андреа Дандоло
Андреа Дандоло (1306, Венеција - 1354, Венеција), био је млетачки дужд (1342—1354). Био је четврти дужд, који је припадао династији Дандоло, док му је први дужд династије Дандоло, Енрико, био узор.
Још као млад постао је политичар, па и 1328. године је постао прокуратор Светог Марка, 1333. градоначелник Трста, а 1336. администратор, док није 4. јануара 1342. изабран за дужда Републике Светог Марка.
Имао је значајне политичке вештине, био је активиста и јако енергичан, што се посебно показало у Рату са Ђеновом. Андреа је био и законодавац, донео је и бројне законе, а и реформисао је правосуђе. Он је био значајан и за историју, јер је донео списе попут Liber Albus и Liber Blancus у Венецијанску архиву.
Такође је написао дело, по свој прилици, лоше поуздано о историји Млетачке републике до 1280. године.

## Рат са Угарском и односи са Босном
Још на почетку своје владавине Андреи је угарски краљ Лајош I Анжујски објавио рат због поседа Далмације.
Босански бан, Стефан II Котроманић, био је на муци за кога да се определи. Дотле, он се сматрао као један од најисправнијих вазала покојног угарског краља Карла Роберта. Сад, кад на владу у Угарској долази један шеснаестогодишњи младић неизвесних способности, њему се чини да није мудро везати своју судбину уз Угарску. Ради тога он 1343. нуди Андреи савез са жељом, да у њега уђе, поред хрватских великаша из Далмације, још и краљ Душан. Републици у тај мах није било у интересу, да се босански бан меша у далматинске послове с њом заједно, јер је желела да тамо ради сама и чисто за свој рачун. Она стога не одбија потпуно банову понуду, али је и не прима. Видећи ту уздржаност Андрину, а чувши за велику војску Лајошеву, која се кретала према Далмацији, бан Степан се реши, да поново иде с Мађарима, али да ипак, потајно, одржава везе и са Млецима. Кад су се водиле борбе око Задра, бан, иако учествује на угарској страни, чини ипак неке услуге и Млечанима и, како сами Задрани пишу, само се његовом држању има приписати, да су они, на крају крајева, морали доћи поново под власт Млетака (15. децембра 1346). Степан је нарочито желео, да га Млечани измире и с царем Душаном, који је на њ био киван ради одузимања Хума и који то питање није никако хтео да скине с дневног реда.
Кад је 1346. год, у лето, дошло до измирења између цара Душана и Лајоша, који је хтео да добије слободне руке на западу, босански бан се беше уплашио за свој положај. Рачунајући на Андреу, кога је обавезао држањем у борбама око Задра, и на њехов пријатељски одношај са ојачаним Душаном, он поново мисли на савез између Босне и Млетачке републике. Млечани с почетка не улазе у то питање, али су вољни да код Душана посредују за бана. Али, кад се погоршала ситуација у Далмацији на млетачку штету, они му 11. октобра 1346. поручују, како рачунају с њим и мисле на савез. У исти мах они су му јављали, да је њихов изасланик нашао цара Душана дубоко у грчкој земљи и да је цар, за љубав Млетака, вољан да се измири с баном, али под условом да му овај врати Хум. Постоји ли сумња о праву на ту земљу, цар је пристајао да се о том нарочито расправља, с потребним доказима. То је први пут у нашој историји, да су владари били вољни један територијални спор решавати не оружјем, него преговорима. Ако бан не пристане на то, поручивао је Душан, онда он, заузет већим пословима на истоку, пристаје на примирје од две-три године са сигурним гарантијама да неће бити узајамних нападања. Такво држање царево забринуло је бана и определило га, да се одлучи за краља Лајоша и да у наслону на њега обезбеди и свој лични положај и свој посед. Стога напушта мисао и о савезу с Млечанима, иако одржава доста срдачне везе с њима.
Његовом посредовању има се, делимично, захвалити, што је, најзад, иза дугих преговора дошло до мира између Млетака и Угарске, 8. августа 1348. Важно је, да је и цар Душан са своје стране препоручивао Лајошу мир са Млетачком републиком. Та акција Душанова долазила је донекле и због веза, које је сам почео да стиче у Далмацији.

## Односи са Србијом
Андреа је водио политику пријатељства са Србијом, због тога што је и Србе и Млечане спајала мржња према Угарској. О пријатељству ове две земље сведочи пријатељски долазак млетачког изасланика Марина Веније(р)а 1343. године. Сведочи и то што је српски краљ Стефан Душан, освојивши значајни Серез, најважнији град између Цариграда и Солуна, 15. октобра 1345. писао Млетачкој републици са пуно поноса, да је постао „господар готово целог Царства Ромејског."

### Сукоб са Србијом око Византије
Андреа, који је предвиђало скори рат с Угарима и својим старим супарницима Ђеновљанима, желео је, да за предстојеће борбе нађу потпору код Душана. Ради тога је један његов изасланик, праћен тројицом Дубровчана, кренуо у Србију 6. априла 1349. Млетачка жеља је била, да цар Душан добије слободне руке, да би могао, несметан ни од кога, притећи њима у помоћ, када буде потребно. Изасланици је стога требало, да, поред извесних својих питања о преговорима и царини, посредују и миру између Србије и Византије и Србије и Босне. Како од изасланика није било одмах повољног одговора, бан је послао у Венецију свог кнеза Ниноја да пожури ствар молећи три ствари: 1) да Република посредује код цара, да се између њих утврди „љубав, добра воља и слога"; 2) да му обећа помоћ, ако би дошло до нежељене ситуације поводом подизања његовоg новог града, по свој прилици Новог на ушћу Неретве; 3) да Република прими под своју заштиту њега и његова места. 16. јула решено је у Венецији, да се одговори бану, како ће се Република одмах обратити цару; али су примећивали бану, како им се чини незгодно да он подиже град на земљишту, које је још увек спорно међу њим и царем.
Млетачки изасланици успели су да реше код цара само своја питања. И Дубровчани су израдили укидање новоодређене царине у Требињу. У погледу споразума с баном цар није имао никакав нови разлога, да мења своје раније добро познато мишљење; без бановог попуштања преговори ће поново остати на пређашњој мртвој тачци. Још мање је хтео Душан да попушта по питању Византије. Зар да склапа мир с њом сад, кад је она очевидно у назатку и да пред њим као победиоцем већ блеште у даљини кубета самог Цариграда? Уместо да склапа мир по предлогу Венеције, Душан мисли да и сама Млетачка република треба да уђе у рат, да му флотом помогне да освоји Цариград и да за то добије награду било Цариград, читав крај Галате, било епирски деспотат. Његов изасланик, Которанин Михаило Бућа, полази у пролеће 1350. год. с нарочитом мисијом, да тај царев план подробније развије пред млетачким сенатом и придобије Републику за њега. Република, заплетена у сукобе с Ђеновом, а и иначе волећи да Цариград држе слаби грчки цареви, којима ће њихова помоћ бити често потребна, него моћни српски цар, одбили су да уђу у тај савез. Њихова се влада бранила својим обавезама према грчким царевима, односно сад према обојици, и грчком и српском, и изјављивала да не може без нужде газити заклетве. Исто тако Млечани су одбили и цареву жељу, да се ради тога лично састану он и сам Андреа, у Дубровнику или на ушћу Неретве.

### Српско-босански рат
У јесен 1350. год, поред свих млетачких настојања да се постигне споразум, избио је рат између Србије и Босне. Повод су дали Босанци. Они су чешће правили испаде на граници и вршили пљачке, од којих је један упад у Конавље, пред Божић 1349. год, био већег обима. У Дубровнику се већ тада мислило, да би то могао бити повод за рат. Царев изасланик у Венецији пребацио је 13. априла 1350. Републици, да је Душан на њихово заузимање имао обзира према бану, а тај је добро злим вратио и пљачкао и узимао његова места и земље, па то чини и сада. Стога нека га Република опомене да врати и надокнади штету, иначе ће бан имати да осети цареву освету. Млечани су доиста покушали да посредују, али узалуд. Душан је тражио враћање Хума, а бан Степан није хтео ни да чује о томе. Цару је било, веле доцније вести, пала на ум и ова комбинација: да његов син Урош узме банову кћер Јелисавету и да с њом добије Хум као мираз, да тако поштеди банову осетљивост. Кад бан није пристао ни на то, рат је постао неизбежан и Душан је однео победу и повратио је Хум.
Кад је цар напустио Босну, вратише се банови људи опет у своје старе области, па и у Хум. 20. августа 1351. наредила је Млетачка република Шибеничанима, да врате бану робље, а овај њима да накнади штете, да би унапред могли живети у љубави; а 22. новембра прочитана је у дубровачком Великом Већу банова порука, да могу њихови трговци долазити у његове земље без икаква страха и ту трговати као у самом Дубровнику.

## Први измирски крсташки поход
Године 1343. Византија је тражила помоћ од Андрее да би се изборила против Турака Селџука и ајдинског емира Умира и Јована Кантакузина. Велика селџучка флота чамаца је избила на ушће Вардара и опсела Солун. Папа је да би разбио опсаду Солуна послао млетачку, хоспиталску и кипарску флоту, која је у бици код Халкидика уништила селџучку. Том победом Хришћани су одсекли остатак Селџука од главног дела војске. Крсташи су 28. октобра 1344. године напали Смирну и освојили луку и градску тврђаву, али не акропољ. Турци су, ипак, угрожавали те крсташке поседе.

## Други измирски крсташки поход
У новембру 1345. године Крсташи су под вођством Умерта II де Вијена, фебруару 1346. године освојили град Митилену и утврдио га, али рат се окренуо против Млечана. Крсташима се на крају придружила и Република Ђенова, али Крсташи су морали да Ђенови предају Митилену.

## Рат са Ђеновом
У тако тешком положају Византији нимало није био потребан рат са Ђеновом, у који се уплела поглавито због ђеновских трговачких колонија у Галати. Душан се овог пута определио за Млечане, супарнике Ђенове, да узму страну Византије. Даље је, млетачким посредовањем, дошло до извесних преговора између Бугарске и Византије, вођених у почетку због напада од турских пљачкаша. Душан је употребио сав свој утицај да те везе, које су могле ићи и даље, лиши крупнијег политичког значаја; али је, за сваки случај, уговорио с Дубровчанима да не извозе и не продају оружје у Бугарску.
У великој поморској бици пред самим Цариградом, 13. фебруара 1352, Млечани са својим грчким пријатељима не могоше савладати ђеновску флоту. Уплашен тим неуспехом, византијски цар Јован VI Кантакузин се поче трудити, да се измири с Ђеновом и њиховим турским савезницима. Учинио је то несумњиво зато што му је било јасно, да је немогуће водити борбу на толико фронтова и одржати се против свих непријатељаа. Да се осигура за нове сукобе и да не би губио времена у превозу чета, Кантакузин понуди Турцима град Чимпу на Галипољу. Ови су примили понуду и исте године прешли су у Европу, на одређено место, ако и не с намером да ту оснивају нову државу, а оно свакако у жељи, да у Европи добију јако упориште за своје акције.

## Дубровник
За време Андреине, дванаестогодишње, владавине Дубровник је, и даље, био под Млетачком врховном влашћу.
Дубровачка република је, као и Млетачка република имала обзира према Душану, па му је, кад је, на Васкрс, 16. априла 1346. год, био крунисан за цара, а његов син, деветогодишњи Урош за краља, послала богате дарове.
Дубровчани су, потом, 1349. године у град довели Фрањевце, док је око 13. новембра исте године град посетио сам цар Душан.